# Xanthorhoe rectior
Xanthorhoe rectior là một loài bướm đêm trong họ Geometridae.